# Brigan Tony si scatena!!
Brigan Tony si scatena!! è il terzo album discografico di Brigan Tony pubblicato nel 1981 dall'etichetta discografica Seamusica. Il disco è uno dei più venduti del cantante: il singolo "Bedda/Nonno Rock" ha venduto in America circa 20 000 copie.

## Tracce
1. A' nanna si nni fuiu
2. Nonno Rock
3. Bedda
4. Pigghiativi a purga
5. U' baccalaru
6. Tarantella scatinata (L.Finocchiaro - S.Ranno)
7. Tutti ccà
8. Non ci rumpiri a testa
9. U' re da frutta
10. Pi mpezzu di pani
11. Shanana
12. Tarantella cò giummu (L.Finocchiaro)

- Tutti i testi e le musiche sono composti da Antonio Caponnetto, eccetto dove indicato